# ورلنس
ورلنس (به فرانسوی: Verlans) یک کمون در فرانسه است که در Canton of Héricourt-Ouest واقع شده‌است.

## خصوصیات
ورلنس ۱٫۶۴ کیلومترمربع مساحت و ۱۳۸ نفر جمعیت دارد.